# Foco fijo
El foco fijo es una técnica fotográfica que consiste mantener fijo el enfoque de la lente de una cámara al realizar distintas fotografías.
El enfoque se mantiene aunque en cada toma el objeto fotografiado esté más cerca o más lejos de la distancia para la que el enfoque seleccionado es óptimo.
Para minimizar la degradación de la imagen debida a la ausencia de enfoque específico en cada situación, en el foco fijo se configuran los parámetros o características de la cámara para maximizar la profundidad de campo.

## Aplicación en la fabricación de cámaras fotográficas
El foco fijo puede utilizarse para simplificar el diseño de cámaras ya que evita la necesidad de incorporar un sistema de enfoque. Se ha empleado en la fabricación de cámaras desechables o en cámaras integradas en teléfonos móviles.

## El foco fijo en cámaras que permiten el enfoque
Se puede utilizar el foco fijo en cámaras que sí permitan modificar el enfoque, sobre todo si no es posible el uso del autofoco ya porque la cámara carezca de este automatismo o porque su funcionamiento no sea suficientemente veloz o preciso.
El fotógrafo evaluará la distancia a los elementos que desea fotografiar, fijará una apertura y enfocará el objetivo para que la profundidad de campo llegue a todos los elementos que desea que queden enfocados en la imagen.